# Monte Dajt
Il Monte Dajt (in albanese: Mali i Dajtit) è una montagna dell'Albania centrale a est di Tirana. È raggiungibile dalla capitale tramite una funivia lunga 4,5 km (la Dajti Ekspres), la più lunga dei Balcani.
Il Dajti appartiene alla catena dei Monti Skanderbeg. In inverno, la montagna è spesso coperta di neve ed è un rifugio popolare per la popolazione locale di Tirana che vede raramente cadere la neve. Le sue pendici sono coperte da boschi di pini, querce e faggi, mentre all'interno vi si trovano canyon, cascate, grotte, un lago ed anche un antico castello. 
Il monte è compreso nel Parco nazionale del monte Dajt.